# Biblioteca civica Aprosiana
La Biblioteca civica Aprosiana è la biblioteca civica della città di Ventimiglia, in provincia di Imperia, conosciuta anche come Biblioteca Aprosiana, o, più semplicemente, L'Aprosiana. Fu la prima biblioteca pubblica ad essere aperta in Liguria ed una fra le più antiche d'Italia.

## Storia
Fondata nel 1648 da Angelico Aprosio, ebbe inizialmente sede presso il convento degli agostiniani di Ventimiglia, al cui ordine lo stesso Aprosio apparteneva. Nel 1653 venne ufficialmente riconosciuta da Innocenzo X che, conscio dell'importanza della biblioteca, cercò di salvaguardarne il contenuto mediante una speciale disposizione che minacciava di scomunica chiunque facesse commercio o comunque asportasse i libri da essa.
Nel secolo successivo la biblioteca venne coinvolta nelle vicende belliche che ebbero per teatro la Repubblica di Genova e gran parte d'Italia e d'Europa. Durante la guerra dei sette anni il convento che la custodiva subì infatti gravi danni e saccheggi che si ripeterono alla fine degli anni novanta del Settecento con l'invasione napoleonica e la perdita di parte del patrimonio bibliografico, che fu venduto ad alcune importanti famiglie liguri (fra cui quella dei Durazzo) o confluì in varie biblioteche genovesi.
Agli inizi dell'Ottocento la biblioteca passò ad essere amministrata dal Comune di Ventimiglia, che trasferì tutto il materiale superstite in essa contenuto in vari edifici della città alta: prima nella chiesa di San Francesco, poi in un edificio attiguo, e infine, a seguito del terremoto del 1887 e grazie al fattivo contributo di Thomas Hanbury, nell'allora Civico Teatro (noto anche come Teatro Lascaris). Dopo altre vicissitudini (la seconda guerra mondiale e l'occupazione nazista) e trasferimenti (fra cui nella ex sede del locale liceo classico), la biblioteca è tornata ad essere ospitata, dagli anni cinquanta del secolo passato, nel Civico Teatro appositamente riattato e adibito a tale scopo.

### Le due sedi
A marzo 2010, nei locali ristrutturati facenti parte del chiostro di Sant'Agostino (già sede per i primi 150 anni dalla fondazione), è stata inaugurata una nuova sede distaccata della Biblioteca Civica Aprosiana, destinata ad accogliere circa 8000 volumi provenienti dal fondo moderno della stessa.
L'intero fondo antico e la restante parte di quello moderno continuano ad essere ospitati a Ventimiglia Alta.

## Raccolte

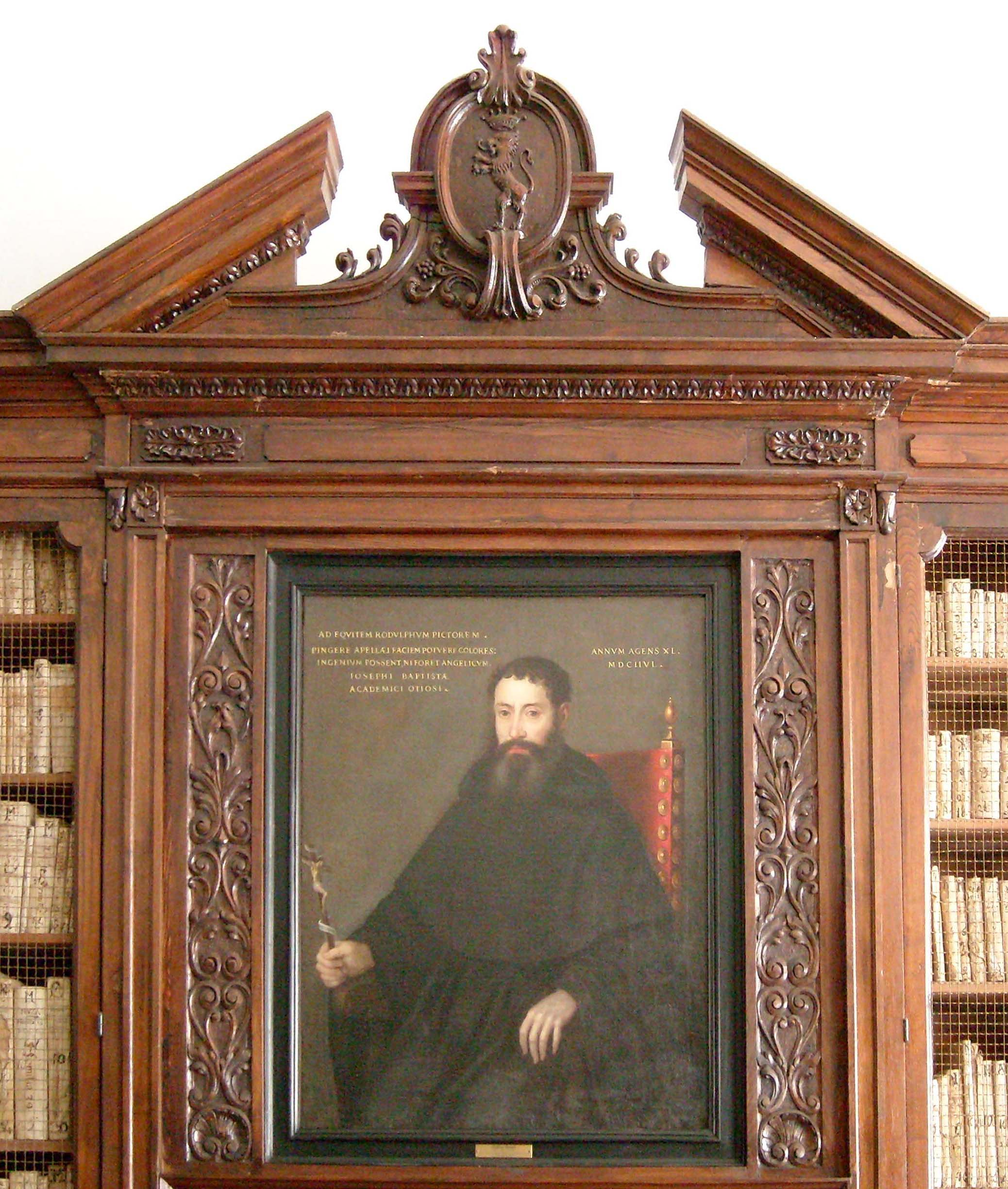
Angelico Aprosio

Fin dalla sua fondazione, la biblioteca fu dotata da Angelico Aprosio di alcune migliaia di tomi accompagnati da numerosi, e in taluni casi preziosi, incunaboli e manoscritti. Alla morte di questi (1681), l'opera intrapresa fu continuata da un suo allievo, l'arcadiano Domenico Antonio Gandolfo. Nel corso del Settecento, come già si è accennato, gran parte del contenuto della biblioteca andò disperso e, nonostante la buona volontà delle autorità comunali, non si poterono evitare altri furti e sottrazioni di materiale nel XIX secolo.
Bisognerà attendere gli ultimi anni dell'Ottocento e, ancor più, i primi decenni del secolo successivo, per assistere a una vera e propria rinascita delle raccolte, dovuta ad alcuni noti bibliotecari, fra cui gli storici e archeologi Girolamo Rossi e Nino Lamboglia, Callisto Amalberti, Nicola Orengo e il poeta Filippo Rostan. La competenza e l'energia da essi profuse, unitamente ai capitali generosamente messi a disposizione da alcuni facoltosi amanti della riviera, fra cui il britannico Thomas Hanbury, permisero anzitutto di elaborare una esaustiva catalogazione (ultimata nel 1904) del materiale presente e, successivamente, il recupero di un buon numero di testi seicenteschi e settecenteschi andati dispersi.
All'inizio degli anni trenta, la politica del recupero fu accompagnata da quella di nuove acquisizioni (grazie anche all'appoggio finanziario del ministero della Pubblica Istruzione) che portò, alla vigilia della seconda guerra mondiale, il totale dei volumi disponibili a circa novemila.

### Consistenza attuale
Attualmente, grazie anche al lavoro svolto negli ultimi decenni da alcuni bibliotecari particolarmente attivi e capaci (fra cui l'attuale responsabile de L'Aprosiana, il dottor Ruggero Marro), la biblioteca riunisce nelle sue raccolte circa ventiseimila volumi, di cui oltre settemila fanno parte del cosiddetto Fondo antico.
A questi vanno aggiunti quasi duecento incunaboli e manoscritti, alcuni dei quali di eccezionale valore storico (fra i quali è doveroso citare una variante, unica nel suo genere, delle Obras di Luis de Góngora), nonché una quadreria di una decina di ritratti (fra i quali quello dello stesso Aprosio, eseguito da Carlo Ridolfi nel 1647).

## Attività editoriale

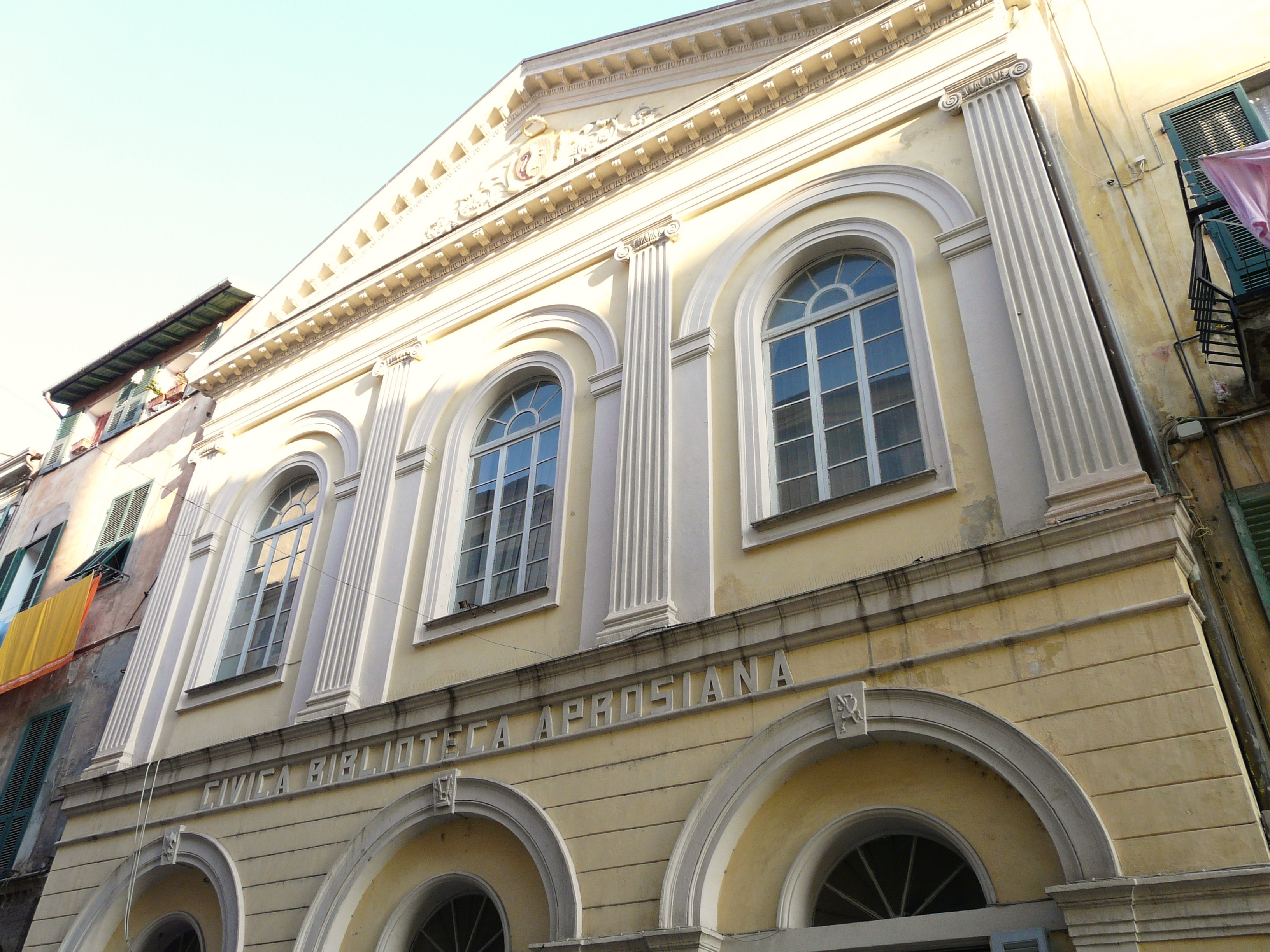
L'edificio della biblioteca

Fin dal 1981, in occasione del terzo centenario della morte del proprio fondatore, la Biblioteca Aprosiana iniziò a pubblicare saggi di vario tipo per far conoscere più approfonditamente le proprie raccolte più prestigiose e incentivare studi e ricerche sulla civiltà letteraria barocca in Liguria e, più in generale, in Italia. Tre anni più tardi venne pubblicato il primo Quaderno dell'Aprosiana cui ne fecero seguito altri tre apparsi negli anni successivi. La pubblicazione, interrottasi verso la fine degli anni ottanta, riprese con rinnovato vigore negli anni novanta (sette numeri facenti parte di una nuova serie, diretta dal prof. Bartolomeo Durante).
Dal 2000 la rivista, ribattezzata ufficialmente L'Aprosiana, esce con una rinnovata e più accattivante veste tipografica, mantenendo tuttavia inalterate le proprie predilezioni per l'età barocca e, in minor misura, per il settecento italiano.

## I bibliotecari dal 1842
- Antonio Laura (1842)
- Andrea Rolando (1857)
- Callisto Amalberti
- Girolamo Rossi
- Nereo Cortellini
- Luigi Palmero
- Nicola Orengo (1931)
- Filippo Rostan (1933)
- Nicolò Peitavino (1937)
- Nino Lamboglia
- Giovanni Giraldi
- Giuseppe Laura
- Francesco Biamonti
- Serena Leone Vatta
- Carlo Canzone (1982, con la consulenza scientifica di Bartolomeo Durante)
- Ruggero Marro